# 보문산
보문산(寶文山)은 대한민국 대전광역시 중구에 있는 산이다. 1965년 공원으로 지정되었다.
시루봉이 가장 높은 봉우리이며 보문산성은 백제시대 산성으로 둘레가 300m이고 1992년에 복원되었다. 시루봉에 있는 정자인 장대루에 오르면 나무때문에 경치가 안보이고 보문산성에 가면 대전 시가지를 한눈에 볼 수 있다.

## 유래
보물이 묻혀있다하여 보물산이라 부르다가 후에 보문산으로 고쳐 부르게 보문산에는 9354m2(3000평 규모)에 달하는 지하벙커가 있다. 향토사단인 32사단이 군사용으로 사용하던 시설로 대전 중구청에서 관리한다. 군사보호시설로 30년 동안 사용된 이 벙커에는 통제부, 통합통제실 등 20여개의 방이 있었다. 중구청은 이 시설을 복합관광시설로 조성할 계획이라고 발표한 후  대전아쿠아월드가 위치해있었는데 영업난으로 폐장후 현재는 대전 아쿠아리움으로 개명해 실내 90% 리모델링후 2015년 9월 23일부로 오픈했다.

## 같이 보기
- 보문산성 - 대전광역시 기념물 제10호
- 보문산 마애여래좌상 - 대전광역시 유형문화재 제19호